# Johan Niclas Borelius
Johan Niclas Borelius, född 30 augusti 1797 i Göteborg, död 5 maj 1866 i Maria Magdalena församling, Stockholm, var ett svenskt kommerseråd.
Borelius var son till stadsfiskalen och assessorn Lorents (Lars) Borelius (1767–1827) och Helen Lundberg (1777–1831). Gift med Mathilda Charlotte Bolin (1804–1877). De hade inga barn.
Borelius verkade som kommerseråd åren 1843–1863. Han var amatörsångare och medlem av Harmoniska Sällskapet i Stockholm. Borelius invaldes som ledamot nummer 311 i Kungliga Musikaliska Akademien den 16 december 1845. Han deltog i utarbetandet av akademiens nya stadgar 1863.
Johan Niclas Borelius tillhör inte den kända släkten Borelius från Dingtuna socken i Västmanland.